# Isola dei Demoni

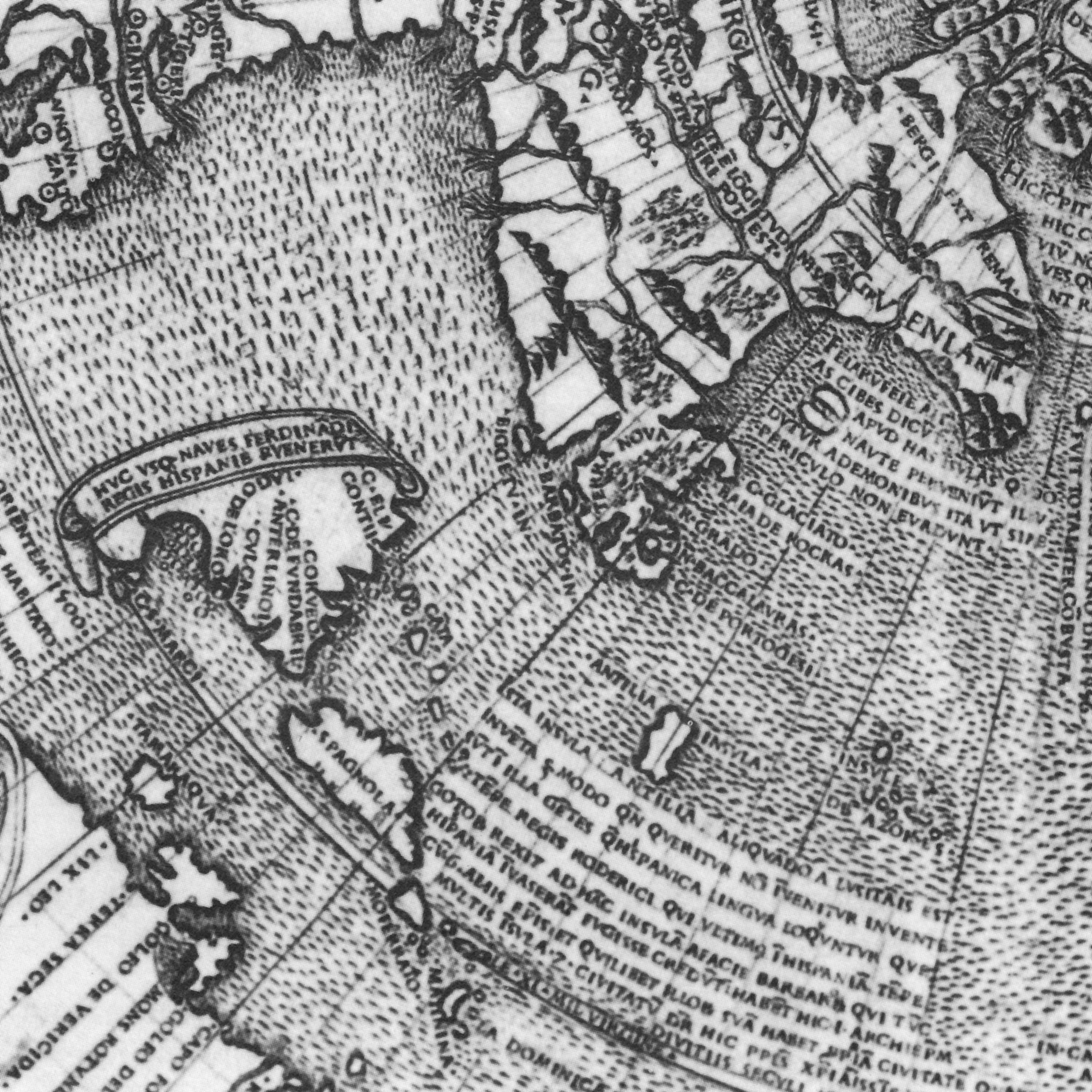
Carta di Ruysch. L'isola dei Demoni è posizionata a nord di Terranova.

L'isola dei Demoni, nota anche come dei Diavoli, de Tormenta o de la Demoiselle, era un'isola leggendaria localizzata presso l'isola di Terranova.

## Storia

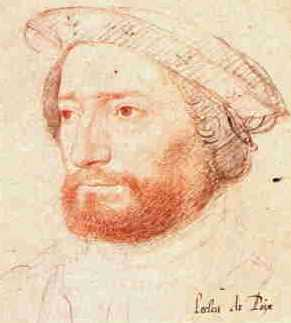
Jean-François de La Rocque de Roberval.

L'isola sarebbe stata scoperta nel 1542 da Jean-François de La Rocque de Roberval che vi avrebbe abbandonato Marguerite de La Rocque de Roberval, sua parente (alcune fonti la indicano come nipote, cugina o sorella). La fanciulla sarebbe stata lasciata su quest'isola, insieme alla sua balia, a causa di una sua tresca con un giovane ufficiale a bordo della sua nave che avrebbe fatto indignare il religiosissimo Roberval. Il giovane, inizialmente messo ai ferri, riuscì a liberarsi ed a nuoto raggiungere l'isola.
La fanciulla, che sarebbe stata l'unica a sopravvivere, riuscì a tornare in Francia, salvata da un peschereccio dopo due anni e mezzo di esilio sull'isola. Ella avrebbe poi incontrato André Thevet nel Périgord a cui narrò la sua storia. La Rocque affermò che per tutta la durata della sua permanenza sull'isola, lei ed i suoi compagni di sventura, tra cui il figlio lì nato, furono aggrediti ed attaccati costantemente da animali reali e leggendari, tra cui orsi bianchi, trichechi e grifoni, e demoni urlanti (in realtà forse colonie di uccelli marini).
Lo stesso Thevet affermava di aver visto l'isola nel 1555, quando seguì nelle veci di elemosiniere di Nicholas Durant nel suo viaggio di esplorazione delle coste americane, riportando una sua descrizione nel controverso Les Singularitez de la France Antarctique, autrement nommee Amerique: (et) de plusieurs Terres (et) isles decouvertes de nostre Temps. Gli scritti di Thevet vengono considerati dagli storici non attendibili e mendaci.

## Ubicazione dell'isola
Un'isola dei demoni era già apparsa nella mappa del 1436 di Andrea Bianco, ovvero l'isola di Satanaxio, ma si tratterebbe solo di una coincidenza.
Corrisponderebbe invece all'isola dei demoni del Thevet quella riportata sulla mappa del 1508 di Johannes Ruysch, presso l'insenatura di Hamilton. Nell'identica posizione viene riportata anche in una mappa realizzata intorno al 1540 dal portoghese Sebastião Lopes. In entrambe le mappe viene inoltre riportata anche un'isola gemella, l'isola della Fortuna.
Nel 1544 il timoniere di Roberval, Jean Alphonse, pubblicò La Cosmographi, libro in cui veniva riportata la posizione delle "isles de la Demoiselle" (chiaro riferimento a Marguerite La Rocque) a 50°45' di latitudine nord.
Nelle mappe successive, come quella dello Pseudo Agnese (1556) e del Mercatore, l'isola venne posizionata più a sud, presso l'entrata dello stretto di Belle Isle.
L'isola viene attualmente identificata con una delle numerose isolette nei pressi della costa dell'isola di Terranova, come Gannet, Belle Isle, Fichot o Funk.

## Heptaméron
L'isola e la storia di Marguerite de La Rocque de Roberval furono d'ispirazione per un racconto contenuto nel libro da Margherita d'Angoulême, l'Heptaméron. In questo racconto la figura di Marguerite viene esaltata come simbolo di fedeltà. Infatti ella è abbandonata sull'isola perché non volle separarsi dal marito, condannato a quella sorte da Roberval per essere un traditore, restandogli accanto sino alla sua morte.